# Eschau (Baix Rin)
 Eschau (en alsacià Aschöi) és un municipi francès, situat a la regió del Gran Est, al departament del Baix Rin. L'any 1999 tenia 4.410 habitants.
Forma part del cantó d'Illkirch-Graffenstaden, del districte d'Estrasburg i de la Strasbourg Eurométropole.

## Demografia
| 1962  | 1968  | 1975  | 1982  | 1990  | 1999  |
| ----- | ----- | ----- | ----- | ----- | ----- |
| 2.099 | 2.490 | 2.881 | 3.109 | 3.828 | 4.410 |

## Administració
| Període   | Identitat        | Partit        |
| --------- | ---------------- | ------------- |
| 2001-2008 | Jean-Louis Freyd | Divers droite |